# Mieczetnoje
Mieczetnoje (ros. Мечетное) – wieś (sieło) w Rosji, w obwodzie saratowskim, w rejonie sowieckim. W 2010 liczyła 1315 mieszkańców.